# برائمار

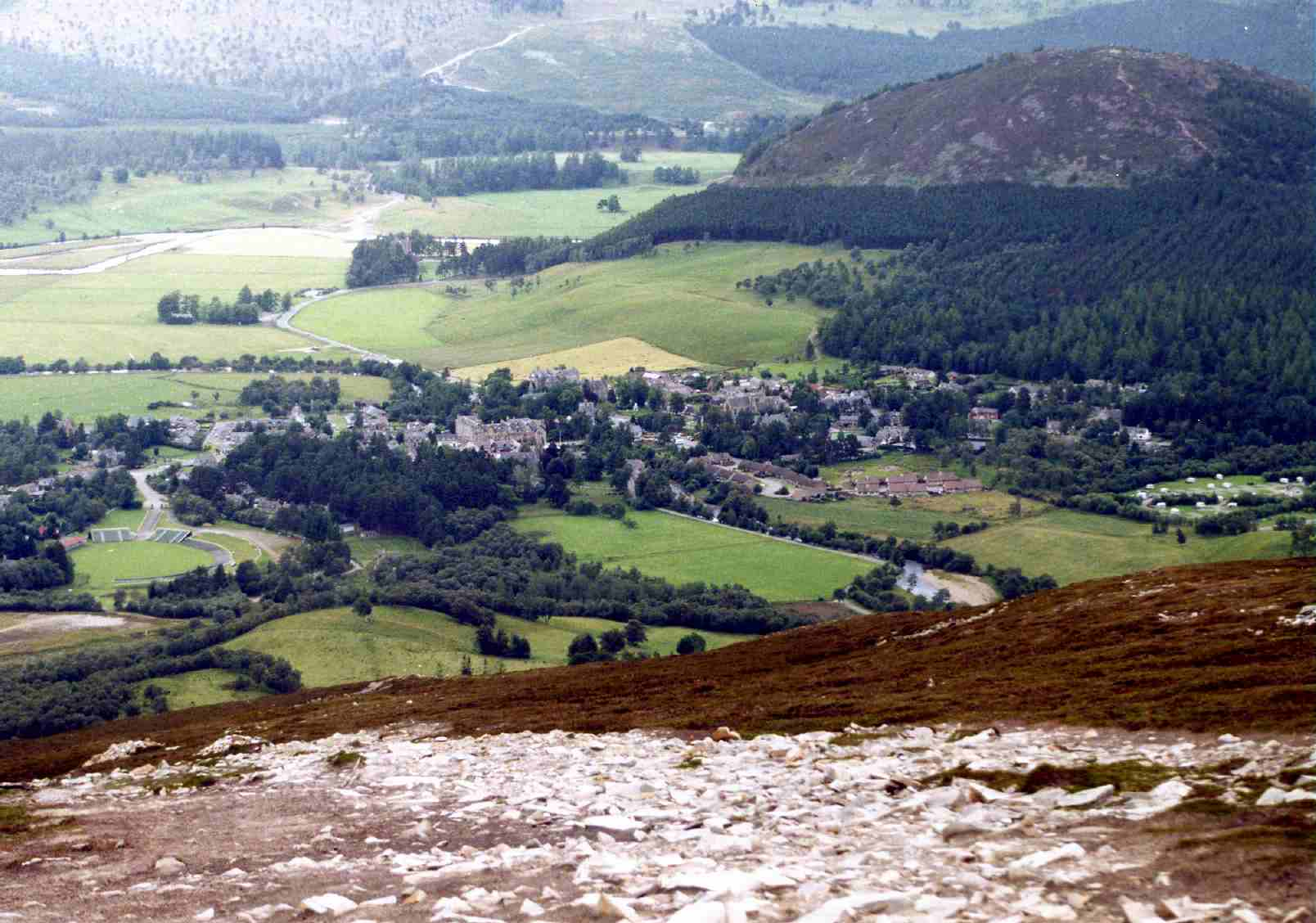
نمایی از روستای «برائمار»

برائمار (به انگلیسی: Braemar) یک روستا در بریتانیا است که در آبردین‌شایر واقع شده‌است. برائمار ۸۰۸ نفر جمعیت دارد.